# Alfred Picard
Alfred Picard (* 21. Mai 1913 in Dietesheim; † 12. April 1945 in Kneheim) war ein deutscher Fußballspieler.

## Karriere

### Vereine
Picard begann in seinem Geburtsort beim dort ansässigen FC Ballsport 07 Dietesheim mit dem Fußballspielen, bevor es ihn 17-jährig nach Ulm zog. Dort beim Reichswehr-Artillerie-Regiment 11 eingetreten, kam er beim 1. SSV Ulm 1928 von 1930 bis 1940 als Mittelläufer zum Einsatz. Er spielte zunächst in der zweitklassigen süddeutschen Kreisliga und ab der Saison 1931/32 – Aufstieg bedingt – in der Gruppe Südbayern innerhalb der Bezirksliga Bayern im Süddeutschen Fußball-Verband. In der Folgesaison reichte der fünfte Platz für die Aufnahme in die Gauliga Württemberg, als eine von zunächst 16, später auf 23 aufgestockten Gauligen in der Zeit des Nationalsozialismus als einheitliche oberste Spielklasse im Deutschen Reich. Gemeinsam mit dem Ulmer FV 1894 konnte die Gauliga 1933/34 gehalten werden. In der Folgesaison belegte er mit seiner Mannschaft – lediglich zwei Punkte hinter dem Gaumeister VfB Stuttgart – den zweiten Platz. Diese Platzierung erreichte er mit seiner Mannschaft auch am Saisonende 1936/37, während der Ulmer FV 1894 bereits am Saisonende 1935/36 abgestiegen war. Für die Ulmer bestritt er zudem in drei aufeinander folgenden Spielzeiten insgesamt sieben Spiele im Tschammerpokal-Wettbewerb; dabei gelang ihm in seinem ersten Spiel am 14. Juni 1936 ein Tor, das er in der 1. Schlussrunde beim 4:3-Sieg beim FC Bayern München mit dem Treffer zum 3:2 per Strafstoß in der 65. Minute erzielte.
Als Soldat der Wehrmacht spielte er – stationierungsbedingt – die Saison 1943/44 für den Luftwaffen-Sportverein Danzig in der Gauliga Danzig-Westpreußen, die er mit dem Verein als Meister abschloss. Durch diesen Erfolg nahm er mit der Mannschaft an der Endrunde um die Deutsche Meisterschaft teil und bestritt in der 1. Runde gleich zwei Spiele gegen Hertha BSC. Das erste Spiel am 16. April 1944 in Danzig fand mit dem torlosen Remis, auch nach Verlängerung, keinen Sieger, sodass es am 23. April 1944 zu einem weiteren Spiel kam, das allerdings in Berlin mit 1:7 verloren wurde.

### Nationalmannschaft
Sein einziges Länderspiel für die A-Nationalmannschaft bestritt er am 26. März 1939 in Differdingen bei der 1:2-Niederlage gegen die Nationalmannschaft Luxemburgs.

## Erfolge
- Gaumeister Danzig-Westpreußen 1944 (mit dem LSV Danzig)

## Sonstiges
Picard fiel als Berufssoldat im Dienstgrad Leutnant kurz vor dem Ende des Zweiten Weltkrieges in Kneheim in der Gemeinde Lastrup im Landkreis Cloppenburg. Er fand seine letzte Ruhe auf der Kriegsgräberstätte in Cloppenburg auf dem St.-Andreas-Friedhof.